# Триверио, Энрике
Энрике Луис Триверио (исп. Enrique Luis Triverio; родился 31 декабря 1988 года, Санта-Фе) — аргентинский футболист, нападающий боливийского клуба «Стронгест».

## Биография
Триверио начал карьеру в клубе одного из низшего дивизионов «Унион Сунчалес». В 2011 году он перешёл в «Химнасию Хухуй». 20 августа в матче против «Уракана» Энрике дебютировал в Примере B. Триверио вышел на поле в 24 поединках, но не забил ни одного гола и по окончании сезона он вернулся в низший дивизион в «Хувентуд Антониана». За сезон в новом клубе он реанимировал свои бомбардирские навыки и в 2013 году получил приглашение от «Архентинос Хуниорс». 2 августа в матче против «Годой-Крус» Энрике дебютировал в аргентинской Примере. 2 ноября в поединке против «Олимпо» Триверио забил свой первый гол за «Хуниорс».
В 2014 году он вернулся во второй дивизион, подписав контракт с клубом «Дефенса и Хустисия». По итогам сезона Энрике помог новой команде выйти в элиту, а сам остался в Примере B, присоединившись к «Унион Санта-Фе». 10 августа в матче против «Спортиво Бельграно» он дебютировал за новый клуб. 17 августа в поединке против «Атлетико Тукуман» Триверио забил свой первый гол за «Унион». По итогам сезона он помог команде выйти в элиту. 21 апреля 2015 года в матче против «Кильмеса» Энрике сделал хет-трик.
Летом того же года Триверио перешёл в мексиканскую «Толуку». Сумма трансфера составила 980 тыс. евро. 26 июля в матче против УАНЛ Тигрес он дебютировал в мексиканской Примере. В этом же поединке Эрике забил свой первый гол за новую команду. В своём первом сезоне Триверио стал лучшим бомбардиром клуба. Летом 2017 года Триверио вернулся на родину подписав контракт с «Расингом» из Авельянеды.